# 잭 트라우트
존 프란시스 "잭" 트라우드(John Francis "Jack" Trout, 1935년 1월 31일 ~ 2017년 6월 4일)는 컨설팅 기업인 Trout & Partners의 대표였다. 포지셔닝 이론과 마케팅 전쟁이론의 창안자 중 한 명이다.

## 경력
트라우트는 제너럴 일렉트릭(General Electric)의 광고홍보부에서 경력을 쌓기 시작했다. 이어서 그는 Uniroyal의 광고홍보관리자가 되었다. 그 후 26년 넘게 알 리스와 홍보 에이전시와 마케팅 전략 회사를 함께 했다.
잭 트라우트는 세계적인 마케팅 전략 회사인 트라우트 앤 파트너스(Trout & Partners)의 설립자이자 사장이다. 트라우트 앤 파트너스는 신흥 시장(이머징 마켓 emerging markets) 등 다양한 국가에 지점을 두고있다. 잭 트라우트는 AT&T, Apple, Citicorp, General Electric, Hewlett-Packard, IBM, Pfizer, Proctor & Gamble, Southwest Airlines, Xerox 등 많은 기업과 일했다. 특히나 피자 체인점인 파파존스(Papa John's)와 일했을 때, 잭 트라우트는 '더 좋은 재료, 더 좋은 피자(Better Ingredients, better pizza)'라는 슬로건을 만드는데 주력했다.
2002년 가을에 잭 트라우트는 브랜드 아메리카 캠페인의 일환으로 새 외교관을 훈련시켜 해외에 미국의 긍정적인이미지를 드러내기 위해 국무부와 일하기 시작했다.

## 참고 문헌
- 잭 트라우트
- In Search of the Obvious: The Antidote for Today's Marketing Mess — New Jersey. John Wiley & Sons. October 2008. (마케팅, 명쾌함으로 승부하라: 잭 트라우트의 차별화, 단순함을 뛰어넘는 마케팅 제 1원칙)
- Jack Trout on Strategy — New York. McGraw-Hill. March 2004. (잭트라우트, 비즈니스 전략)
- A Genie's Wisdom: A Fable of How a CEO Learned to Be a Marketing Genius — New York. John Wiley & Sons. November 2002. (잭 트라우트의 마케팅 요술 램프)
- Big Brands, Big Trouble: Lessons Learned the Hard Way — New York. John Wiley & Sons. 2001. (빅 브랜드, 성공의 조건)
- 잭 트라우트, 스티브 리프킨 공저
- Repositioning: Marketing in an Era of Competition, Change and Crisis — New Jersey. John Wiley & Sons. October 2009. (리포지셔닝: 경쟁과 변화 위기 시대의 마케팅)
- Differentiate or Die — New York. John Wiley & Sons. 2000. The New Positioning: The Latest on the World's #1 Business Strategy — New York. McGraw-Hill. 1996. (잭 트라우트의 차별화 마케팅: 어떻게 차별화할 것인가)
- The Power of Simplicity — New Yor0k. McGraw-Hill. November 1998. (단순함의 원리)
- Repositioning: Marketing in an Era of Competition, Change, and Crisis — New York. McGraw-Hill. 2010. (리포지셔닝: 경쟁과 변화 위기 시대의 마케팅)
- 잭 트라우트, 알 리스 공저
- Positioning: The Battle for Your Mind — New York. McGraw-Hill. 1981. ISBN 0-07-137358-6. (포지셔닝)
- Marketing Warfare — New York. McGraw-Hill. 1986. (마케팅 전쟁)
- Bottom-Up Marketing — New York. McGraw-Hill. 1989. (보텀업 마케팅: 한계상황을 돌파하는 현장 전술의 힘)
- The 22 Immutable Laws of Marketing— New York. Harper Collins. 1993. (마케팅 불변의 법칙)